# Rémy Orban
Rémy Orban (født 9. april 1880, død 1951) var en belgisk roer, som deltog i to olympiske lege i begyndelsen af 1900-tallet.
Rémy Orban deltog i de olympiske mellemlege 1906 i Athen i toer med styrmand sammen med sin bror, Max Orban, og den græske styrmand Theofilakos Psiliakos i toer med styrmand på to distancer. På 1 km blev den belgisk/græske båd nummer fem, mens den på 1 mile vandt sølv efter en italiensk båd og foran en fransk båd.
Rémy Orban var med i den belgiske otter (fra klubben Royal Club Nautique de Gand) ved OL 1908 i London. Her vandt belgierne først over en britisk båd fra Cambridge i semifinalen, men i finalen mod en anden britisk båd fra Leander Club blev de besejret med omkring to længder og måtte nøjes med andenpladsen (der officielt ikke blev belønnet med medaljer ved disse lege). Den belgiske båds øvrige besætning blev udgjort af Oscar Taelman, Marcel Morimont, Polydore Veirman, Georges Mys, François Vergucht, Oscar de Somville, Rodolphe Poma og styrmand Alfred van Landeghem.